# Alexandre Edmond Becquerel
Alexandre Edmond Becquerel (24. dubna 1820, Paříž – 11. květen 1891, tamtéž) byl francouzský fyzik, otec Henriho Becquerela, nositele Nobelovy ceny za fyziku za rok 1903. Od roku 1880 byl předsedou francouzské Akademie věd.

## Život
Alexandre Edmond Becquerel Nejprve pracoval se svým otcem v oblasti elektrochemie, diamagnetismu a paramagnetismu, později sám v oblasti vlivu světla na elektrochemické děje a na hmotu, přičemž objevil fotoelektrický a fotografický Becquerelův efekt. Pracoval i na fosforescenci, kterou roku 1860 se svým „fosforoskopem“ prokázal na mnohých látkách, zejména sulfidech; ukázal, že ji může neutralizovat infračervené záření, jehož existenci tím dokázal. Roku 1868 mu vyšla dvojdílná práce „La lumière, ses causes et ses effets“ (Světlo, jeho příčiny a jeho účinky).

### Fotografie
Dne 15. listopadu 1854 byl mezi zakladateli fotografického sdružení Société française de photographie v Paříži ještě spolu s osobnostmi jako Olympe Aguado, Hippolyte Bayard, Eugène Durieu, Edmond Fierlants, Jean-Baptiste Louis Gros, Gustave Le Gray, Henri Victor Regnault a další.
Becquerel se společně s Niepcem de Saint-Victorem pokoušel o první barevnou fotografii, ale nedokázali ji ještě trvale a spolehlivě ustálit. To se poprvé povedlo Gabrielu Lippmannovi v roce 1891.

## Dílo
- La lumière, ses causes et ses effets, Paříž, 1867–1868
- Mémoires sur les lois, qui président à la décomposition électro-chimique des corps, 1849
- Recherches sur les effets électriques, 1852–55
- Des forces physico-chimiques et de leur intervention des phénomènes naturels, 1875